# Maina (azienda)
La Maina S.p.A. è un'azienda dolciaria italiana fondata a Torino nel 1964 che produce panettoni, pandori, colombe pasquali e uova di Pasqua.
Lo stabilimento maggiore si trova a Fossano (CN).

## Storia
Maina nasce come laboratorio artigianale di pasticceria nel 1964 a Torino, in via Catania, grazie ai fratelli Bruno, Antonio e Franca Di Gennaro, pugliesi della provincia di Foggia ed emigrati con tutta la famiglia nella città della Mole. Bruno e Antonio si occupano della produzione, mentre Franca, ragioniera, della contabilità. In quel periodo una sorella, Maria Rosa, si sposa con Vincenzo Brandani, il responsabile commerciale della Lanerossi di Vicenza. Ed è lui a suggerire l'acquisto nel 1969 a Fossano del "biscottificio Chei", ospitato in un ex convento. 
I Di Gennaro lasciano Torino (il loro laboratorio viene trasformato da Laura in un negozio di specialità dolciarie, chiamato "Il Gatto Dolcione", e venduto nel 1992) e si specializzano nella produzione di paste lievitate, quindi nella produzione di panettoni e colombe. Nel 1974 l'attività si trasferisce nello stabilimento della frazione Tagliata di Fossano.
Nel 1989, dopo un periodo di modernizzazione degli impianti con l'installazione nel 1984 del centro automatico d'impasto, l'azienda inizia a produrre oltre al panettone e alla colomba pasquale anche il pandoro.
Nel 2015 si completano i lavori di ampliamento e di restyling dello stabilimento fossanese affidati all'architetto Gianni Arnaudo e parte del più grande progetto d'investimento (una ventina di milioni) intrapreso in occasione dei primi 50 anni d'attività dell'azienda.